# Czołomyje
Czołomyje (Język staroruski, język poleski: Челомиї) – wieś w Polsce położona w województwie mazowieckim, w powiecie siedleckim, w gminie Mordy. Ma status sołectwa.
W latach 1954–1961 wieś należała i była siedzibą władz gromady Czołomyje, po jej zniesieniu w gromadzie Mordy. W latach 1975–1998 miejscowość administracyjnie należała do województwa siedleckiego.
Pośród mokradeł wsi znajduje się wczesnośredniowieczne grodzisko. 
W miejscowości działa założona w 1925 roku jednostka ochotniczej straży pożarnej. Jednostka ma w swoim posiadaniu ciężki samochód ratowniczo-gaśniczy GCBA 9/42 Jelcz. 
Miejscowość jest siedzibą rzymskokatolickiej parafii św. Apostołów Szymona i Judy Tadeusza, a prawosławni należą do parafii Świętej Trójcy w Siedlcach.

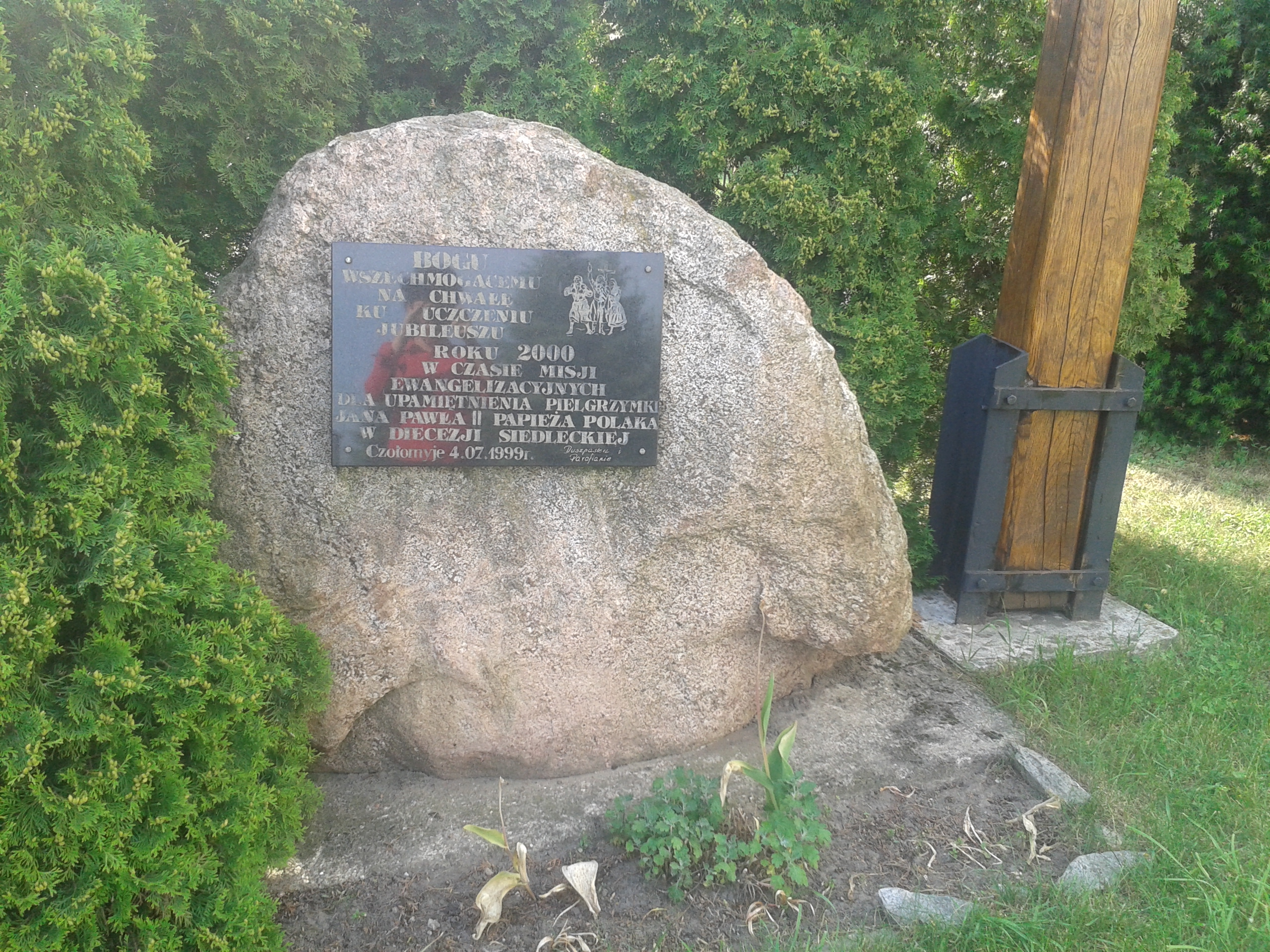
Pomnik przy kościele
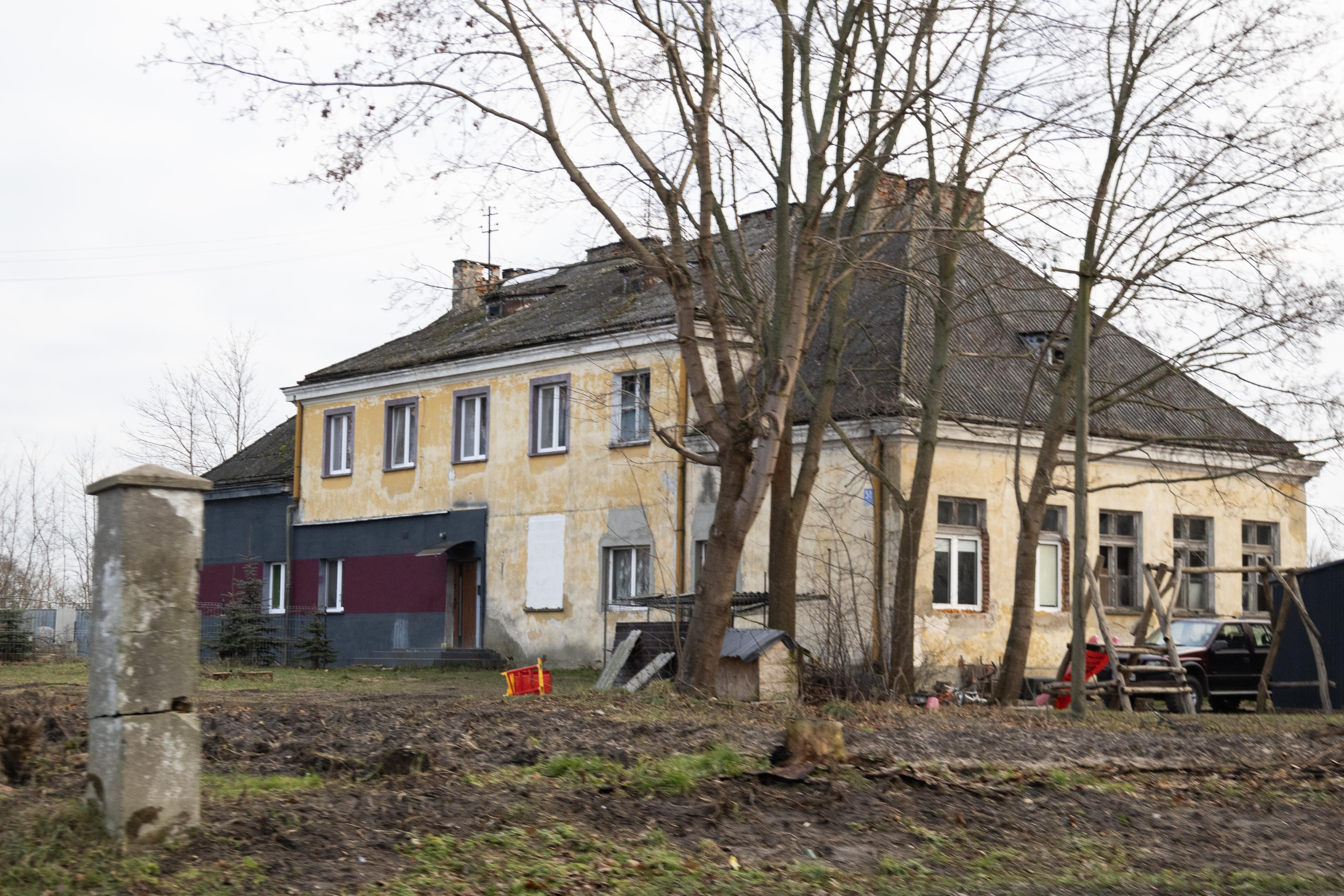
Były budynek Szkoły Podstawowej